# Marcantonio Marcolini

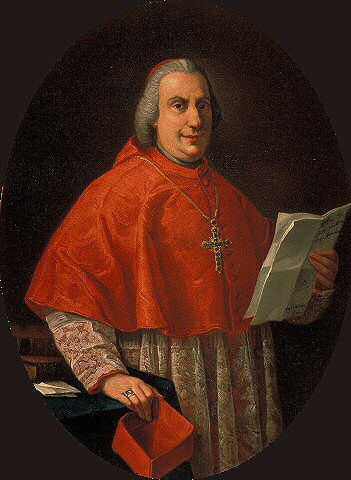
Marcantonio Kardinal Marcolini

Marcantonio Marcolini (* 22. November 1721 in Fano; † 18. Juni 1782 ebenda) war ein italienischer Geistlicher und Kardinal der Römischen Kirche.

## Leben
Seit dem 22. Februar 1732 das Collegio di San Carlo in Modena besuchend, wurde er 1740 in die Päpstliche Diplomatenakademie in Rom aufgenommen und promovierte am 3. Juli 1742 an der Universität La Sapienza zum Doctor iuris utriusque. In den folgenden Jahren war er Referendar an der Apostolischen Signatur der Justiz, wo er auch ins Tribunal gelangte. Auch als Relator der Kongregation der Güterverwaltung tätig, wurde er dann Ökonom und Sekretär der Dombauhütte von St. Peter.
Marcolini empfing am 27. Februar 1768 das Sakrament der Priesterweihe und wurde am 12. Juni 1769 zum Titularerzbischof von Thessalonica ernannt. Die Bischofsweihe spendete ihm am 29. Juni 1769 in Frascati Henry Benedict Mary Kardinal Stuart; Mitkonsekratoren waren der maronitische Erzbischof Stefano Evodio Assemani, Kustos der Biblioteca Vaticana, und Francesco Maria Piccolomini, Bischof von Pienza. Am 23. August 1769 zum Nuntius für Florenz berufen, wurde er am 16. Februar 1771 Sekretär der Sacra Consulta in Rom und am 18. Mai 1771 Generalauditor der Apostolischen Kammer.
Seit dem 2. Mai 1775 Präsident in Urbino, erhob ihn Papst Pius VI. am 23. Juni 1777 zum Kardinal und ernannte ihn am 28. Juli 1777 zum Kardinalpriester der Titelkirche Sant’Onofrio al Gianicolo.